# Гужвин, Пётр Кузьмич

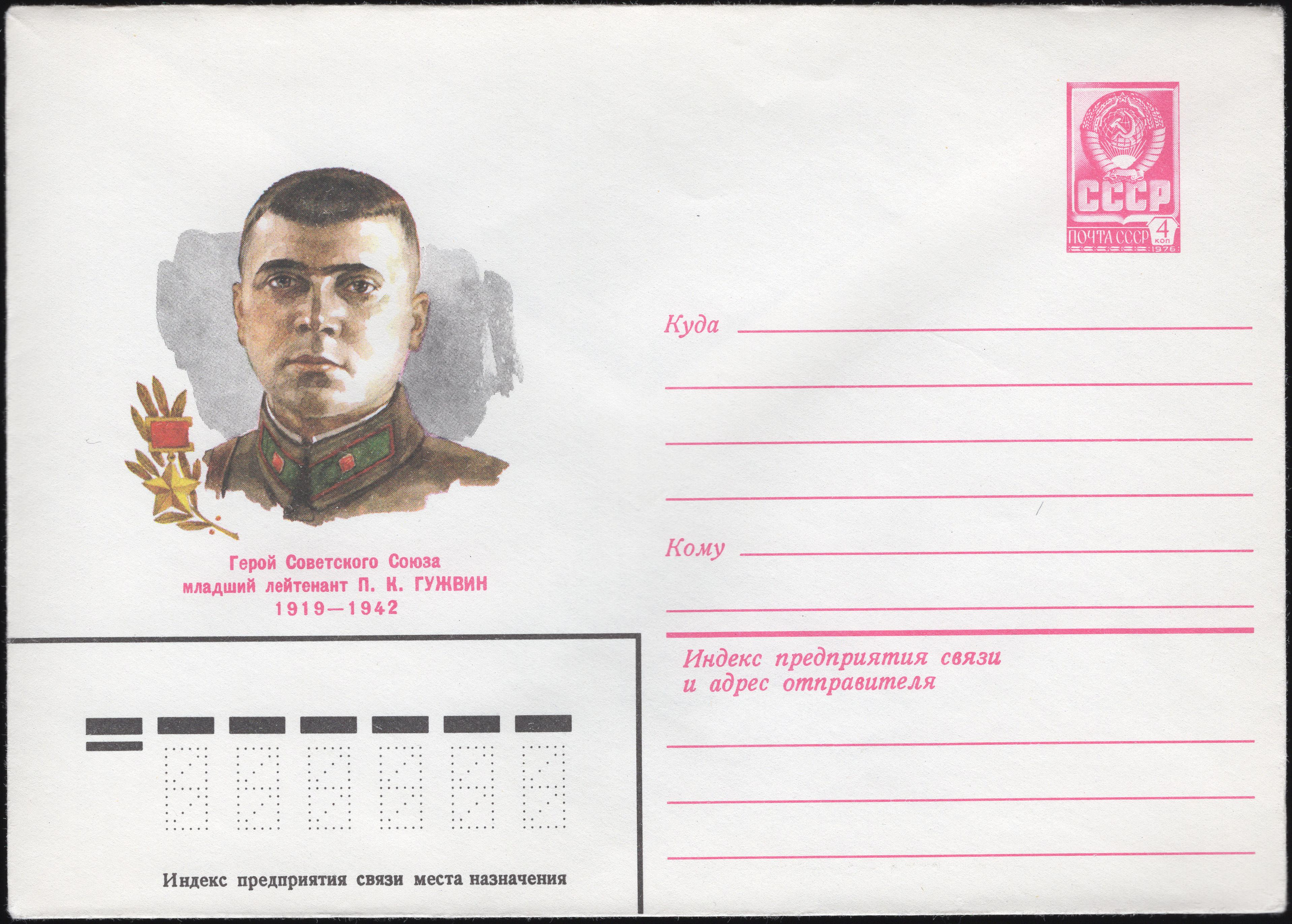
Почтовый конверт СССР, 1980 год

Пётр Кузьмич Гужвин (1918—1942) — младший лейтенант Рабоче-крестьянской Красной Армии, участник Великой Отечественной войны, Герой Советского Союза (1943).

## Биография
Родился в 1918 году в селе Покровка (ныне — Астраханская область) в крестьянской семье. Окончил семь классов школы, после чего работал трактористом в колхозе. В 1939 году был призван на службу в Погранвойска НКВД СССР. Первоначально был стрелком 17-й погранзаставы 44-го Ленкоранского погранотряда Азербайджанского погранокруга. При этом отряде окончил школу младшего начальствующего состава. С марта 1942 года — на фронтах Великой Отечественной войны. Участвовал в боях в Крыму. С ноября 1942 года в звании младшего лейтенанта стал командовать взводом 276-го стрелкового полка 11-й стрелковой дивизии войск НКВД 37-й армии Закавказского фронта. Отличился во время битвы за Кавказ.
21 ноября 1942 года принимал активное участие в боях под городом Алагир Северо-Осетинской АССР. Его взвод получил задание защитить высоту от вражеского нападения. Когда под прикрытием огня вражеской артиллерии и миномётов противник подошёл вплотную к окопам взвода, поднял его в контратаку. Когда из расположенного неподалёку немецкого дзота начал стрелять пулемёт, он гранатами уничтожил пулемётчиков. Бойцы взвода вновь поднялись в атаку, но в этот момент из дзота по ним открыл огонь ещё один пулемёт. Закрыл собой амбразуру дзота, что позволило взводу подняться в атаку и отбросить противника. Похоронен в братской могиле в районе города Алагир.
Указом Президиума Верховного Совета СССР «О присвоении звания Героя Советского Союза начальствующему и рядовому составу Красной Армии» от 31 марта 1943 года за «образцовое выполнение боевых заданий командования на фронте борьбы с немецкими захватчиками и проявленные при этом отвагу и геройство» был удостоен посмертно высокого звания Героя Советского Союза. Также посмертно был награждён орденом Ленина.
Похоронен в братской могиле, которая находится на территории парка имени Коста Хетагурова в Алагире.

## Память
- В его честь названы улицы в Астрахани, Ахтубинске, Алагире, Ленкорани.
- В советское время в его честь была названа погранзастава Ленкоранского погранотряда, на которой Гужвин служил.
- После распада СССР имя Гужвина было присвоено погранзаставе Владикавказского погранотряда Северо-Кавказского регионального управления Федеральной пограничной службы России[1].